# Ngaliematoppen
Ngaliematoppen (franska: Mont Ngaliema; engelska: Mount Margherita) är en 5 109 meter hög afrikansk bergstopp. Den är den högsta toppen på Mount/Mont Stanley, ett av Ruwenzoris sex delmassiv. Ngaliematoppen är Kongo-Kinshasas högsta och Afrikas fjärde högsta bergstopp.